# Саморе, Антонио
Антонио Саморе (итал. Antonio Samorè; 4 декабря 1905, Барди, королевство Италия — 3 февраля 1983, Рим, Италия) — итальянский куриальный кардинал и ватиканский дипломат. Титулярный архиепископ Тирново с 30 января 1950 по 26 июня 1967. Апостольский нунций в Колумбии с 30 января 1950 по 7 февраля 1953. Секретарь Священной Конгрегации чрезвычайных церковных дел с 7 февраля 1953 по 26 июня 1967. Председатель Папской комиссии по делам Латинской Америки с 25 сентября 1967 по 1 ноября 1968. Префект Священной Конгрегации дисциплины таинств с 1 ноября 1968 по 25 января 1974. Библиотекарь и Архивариус Святой Римской Церкви с 25 января 1974 по 3 февраля 1983. Кардинал-священник с 26 июня 1967, с титулом церкви Санта-Мария-сопра-Минерва с 29 июня 1967 по 24 декабря 1974. Кардинал-епископ Сабины и Поджо Миртето с 12 декабря 1974.